# Chrysolampra
Chrysolampra is een geslacht van kevers uit de familie bladkevers (Chrysomelidae).
De wetenschappelijke naam van het geslacht werd in 1859 gepubliceerd door Joseph Sugar Baly.

## Soorten
- Chrysolampra dentipes Medvedev, 2006
- Chrysolampra fedorenkoi Medvedev, 2006
- Chrysolampra hirta Tan, 1982
- Chrysolampra laosensis Kimoto & Gressitt, 1982
- Chrysolampra longitarsus Tan, 1982
- Chrysolampra minuta Kimoto & Gressitt, 1982
- Chrysolampra monstrosa Tan, 1988
- Chrysolampra nathani Medvedev, 2000
- Chrysolampra rugosa Tan, 1982
- Chrysolampra thailandica Medvedev, 2006
- Chrysolampra tuberculata Medvedev, 2005